# المتنمرة (مانغا)
المتنمرة (باليابانية: いじめっ娘، بالروماجي: Ijimekko) (بالإنجليزية: The Bully)‏ هي مانغا يابانية من تأليف ورسم جونجي إيتو، نشرت من قبل أساهي سونوراما في مجلة هالوين الشهرية وفي مجلة نيموكي، منذ يونيو عام 1989 حتى عام 1994، تم تجمع. فصول المانغا من قبل أساهي سونوراما في مجلد تانكوبون واحد، نشر في عام سبتمبر عام 1998. هذه المانغا هي المجلد الثاني عشر من مجموعة جونجي إيتو.

## القصة
المتنمرة (باليابانية: いじめっ娘، بالروماجي: Ijimekko)
تدور أحداث القصة عن فتاة اسمها كوريكو عندما كانت طفلة تذهب إلى الملعب لترى فتى اسمه يوتارو. لكن يوتارو وأصدقاؤه يرفضون اللعب معها ويطلبوا منها الرحيل. تقترب سيدة وابنها من كوريكو، وتعطيها شوكولا وتطلب منها اللعب مع ابنها، هو فتى هادئ اسمه ناو، يتعلق ناو بكوريكو ويبدأ في الظهور كل يوم في الملعب للعب معها. تشعر كوريكو بالإحباط من اللعب مع ناو بدلاً من يوتارو، ثم بدأت بالتنمر عليه من أجل أبعاده عنها.
- هارب في البيت (باليابانية: 脱走兵のいる家، بالروماجي: Dassōhei no Iru Ie)

- قلب الآب (باليابانية: 父の心، بالروماجي: Chichi no Kokoro)

- ذكريات (باليابانية: 記憶، بالروماجي: Kioku)

- زقاق (باليابانية: 路地裏، بالروماجي: Rodjiura)

- الحب حسب السيناريو (باليابانية: シナリオどおりの恋، بالروماجي: Scenario-doori no Koi)

- داخل الأرض (باليابانية: 土の中…، بالروماجي: Tsuchi no Naka . . .)